# The Stamping Ground
The Stamping Ground er det elvte album fra den skotske keltiske rockband Runrig. Det udkom den 6. maj 2001. Album er det sidste af bandets udgivelser, hvor gruppens keyboardspiller medvirkede Peter Wishart, da han herefter forlod bandet for at forfølge en karriere inden for politik.
Et eksemplar af albummet var ombord på STS-107, og var blandt de personlige effekter efter ulykken, hvor rumfærgen Columbia eksploderede den 1. februar 2003. Sangen "Running to the Light" var blevet brugt af en astronaut til blive vækket under missionen.

## Spor
1. "# "Book of Golden Stories" - 3:52
2. "The Stamping Ground" - 5:25
3. "An Sabhal aig Nèill" (Neil's Barn) - 3:21
4. "Wall of China" / "One Man" - 3:49
5. "The Engine Room" - 3:23
6. "One Thing" - 5:01
7. "The Ship" - 6:05
8. "The Summer Walkers" - 4:50
9. "Running to the Light" - 5:00
10. "Òran Ailein"  (Alans sang) / "Leaving Strathconon" - 6:00
11. "Big Songs of Hope and Cheer" - 4:26
12. "Òran" (sang) - 5:31

## Personel
- Iain Bayne: Trommer, percussion
- Bruce Guthro: Forsanger
- Malcolm Jones: guitar, harmonika
- Calum Macdonald: percussion, vokal
- Rory Macdonald: vokal, basguitar
- Peter Wishart: keyboard

### Yderligere musikere
- Jon Anderskou: cello
- Michael Bannister: mellotron
- Alyth MacCormack: vokal
- Aidan O'Rourke: fløjte
- Robin Rankin: keyboard
- Betina Stegmann: fløjte